# Pablo Rosario
Pablo Paulino Rosario (* 7. Januar 1997 in Amsterdam) ist ein niederländischer Fußballspieler, der bei OGC Nizza in Frankreich unter Vertrag steht.

## Karriere

### Verein
Rosario, dessen Eltern aus der Dominikanischen Republik stammen, wurde in Amsterdam geboren und begann seine Karriere beim AVV Swift, Feyenoord Rotterdam und Amsterdamsche FC DWS, ehe er 2010 in die Nachwuchsakademie von Ajax Amsterdam wechselte. Nach vier Jahren schloss er sich den Jugendmannschaften vom Zweitligisten Almere City an und debütierte dort am 7. August 2015 beim 3:3 am ersten Spieltag gegen VVV-Venlo im Herrenbereich. In der Saison 2015/16 kam Rosario zu einem Einsatz für die Reservemannschaft, zwei Einsätzen für die erste Mannschaft im KNVB-Beker und spielte 34-mal in der zweiten Liga, wobei ihm drei Treffer gelangen. Almere City qualifizierte sich für die Play-offs um den Auf- und Abstieg, in denen sie gegen Willem II Tilburg verloren.
Im Sommer 2016 wechselte Rosario in die Eredivisie zur PSV Eindhoven, kam allerdings in seiner ersten Saison ausschließlich in der Reservemannschaft zum Einsatz; in 31 Einsätzen gelangen ihm sieben Tore. Am 27. August 2017 spielte er beim 2:0-Sieg am dritten Spieltag gegen Roda JC Kerkrade erstmals in der höchsten niederländischen Spielklasse. In der Saison 2017/18 kam er zu zwölf Einsätzen für die Reservemannschaft und spielte einmal für die Profis im KNVB-Beker. In der Eredivisie spielte er in zwölf Partien. Die Profimannschaft wurde zum Ende der Saison niederländischer Meister. Im Sommer 2021 ging er dann für sechs Millionen Euro Ablöse weiter zum französischen Erstligisten OGC Nizza und unterschrieb dort einen Vertrag über fünf Jahre.

### Nationalmannschaft
Rosario spielte siebenmal für die niederländische U-19-Nationalmannschaft und achtmal für die U-20. Am 27. März 2017 absolvierte er beim 0:1 anlässlich eines Vier-Nationen-Turnieres in Spanien gegen Österreich sein erstes Spiel für die niederländische U-21-Nationalelf.
Rosario wurde von Bondscoach Ronald Koeman in den Kader für das Spiel in der Gruppe 1 der „Liga A“ in der UEFA Nations League gegen Deutschland sowie für das Testspiel gegen Belgien erstmals in die niederländische A-Nationalmannschaft eingeladen und schließlich am 16. Oktober 2018 im Spiel gegen Belgien in der 46. Minute für Matthijs de Ligt eingewechselt.

## Erfolge
- Niederländischer Meister: 2018